# Europees kampioenschap schaatsen 1897
Het Europese kampioenschap allround in 1897 werd op 12 januari 1897 verreden op het Museumplein in Amsterdam.
De titelverdediger was de Duitser Julius Seyler, de Europees kampioen van 1896 gewonnen op de IJsbaan van Hamburg in Hamburg. De Duitser Julius Seyler werd voor de tweede keer op rij kampioen door alle vier de afstanden te winnen.

## Klassement
| #    | Naam             | Land              | 500m       | 5000m       | 1500m      | 10.000m       |
| ---- | ---------------- | ----------------- | ---------- | ----------- | ---------- | ------------- |
| Goud | Julius Seyler    | Duitse Keizerrijk | 48,8 (1)   | 9.39,8 (1)  | 2.39,8 (1) | 19.43,6 (1)   |
| (2)  | Gustaf Estlander | Finland           | 51,4 (2)   | 10.12,8 (2) | 2.45,8 (2) | 20.15,2 (2)   |
| (3)  | Jan Banning      | Nederland         | 55,2 (4)   | 10.34,0 (3) | 2.53,4 (3) | 21.34,0 (3)   |
| (4)  | N. Verkaik       | Nederland         | 55,0 (3)   | 10.40,4 (4) | 2.57,0 (4) | 22.09,8 (5)   |
| (5)  | Jan Greve        | Nederland         | 56,4 (6)   | 10.45,2 (5) | 3.04,0 (5) | 21.45,8 * (4) |
| NF4  | G. Deetman       | Nederland         | 55,6 (5)   | 11.19,0 (7) | 3.06,2 (6) | NF            |
| NS3  | B. ten Hagen     | Nederland         | 57,0 (7)   | 10.53,6 (6) | NS         |               |
| NS3  | M. Bouman        | Nederland         | 1.03,4 (8) | 12.17,4 (9) | NS         |               |
| NF1  | André Ballintijn | Nederland         | NF         | 11.23,8 (8) | 3.09,8 (7) | 22.46,2 (6)   |

* = met val
NC = niet gekwalificeerd
NF = niet gefinisht
NS = niet gestart
DQ = gediskwalificeerd